# NGC 4145A-1
NGC 4145A-1 is een spiraalvormig sterrenstelsel in het sterrenbeeld Jachthonden. Het hemelobject werd op 18 maart 1787 ontdekt door de Duits-Britse astronoom William Herschel.

## Synoniemen
- MCG 7-25-46
- ZWG 215.48
- KUG 1208+400
- A 1208+40
- VV 814
- PGC 38778